# Duilio Davino
Duilio César Jean Pierre Davino Rodríguez (født 21. marts 1976 i León, Mexico) er en tidligere mexicansk fodboldspiller (midterforsvarer).
Davino spillede hele ti sæsoner hos Mexico City-storklubben América, og havde også ophold hos blandt andet Puebla FC og CF Monterrey. Han tilbragte desuden en enkelt sæson i den amerikanske Major League Soccer, hvor han repræsenterede FC Dallas.
Davino spillede desuden 84 kampe og scorede to mål for Mexicos landshold. Han repræsenterede sit land ved VM i 1998 i Frankrig, og spillede mexicanernes fire kampe i turneringen, der endte med et exit i 1/8-finalen.